# Mairy Pires
Mairy Marcela Pires (* 13. Dezember 2004) ist eine venezolanische Leichtathletin, die im Weit- und Dreisprung an den Start geht.

## Sportliche Laufbahn
Erste internationale Erfahrungen sammelte Mairy Pires im Jahr 2021, als sie bei den U20-Südamerikameisterschaften in Lima mit einer Weite von 12,22 m den sechsten Platz im Dreisprung belegte. Anschließend gelangte sie bei den erstmals ausgetragenen Panamerikanischen Juniorenspielen in Cali mit 12,94 m auf Rang acht. Im Jahr darauf schied sie bei den U20-Weltmeisterschaften ebendort mit 12,30 m in der Qualifikationsrunde aus und 2023 siegte sie mit 13,35 m bei den U20-Südamerikameisterschaften in Bogotá. Anschließend belegte sie bei den Zentralamerika- und Karibikspielen in San Salvador mit 13,43 m den fünften Platz und gelangte dann bei den Südamerikameisterschaften in São Paulo mit 13,38 m auf Rang vier.
2023 wurde Pires venezolanische Meisterin im Weit- und Dreisprung.

## Persönliche Bestleistungen
- Weitsprung: 5,85 m (+0,3 m/s), 5. Mai 2023 in Barquisimeto
- Dreisprung: 13,43 m (+0,9 m/s), 5. Juli 2023 in San Salvador